# Das Leuchten der Sterne
Das Leuchten der Sterne (Alternativtitel Engelchen Flieg 2) ist ein deutsches TV-Drama aus dem Jahr 2007 über das Leben einer Familie und einer alleinerziehenden Mutter mit jeweils einem schwerbehinderten Kind. Gedreht wurde in München.

## Handlung
Die körperlich schwer behinderte Pauline lebt mit ihrem Bruder Patrick und ihren Eltern Hanna und Michael in einem nicht rollstuhlgerechten Haus. Als Vater Michael Koller beim Heben seiner Tochter einen weiteren Bandscheibenvorfall erleidet, muss die Familie in eine rollstuhlgerechte Wohnung umziehen. Zufällig lernt die Familie Anselm Neuner und seine alleinerziehende Mutter Nina Neuner kennen. Anselm hat Muskeldystrophie und sitzt daher auch bereits im Rollstuhl. Michael Koller setzt seine Ehe aufs Spiel, als er die Annäherungsversuche von Nina Neuner zulässt. Zwischenzeitlich wohnt auch noch Veronica Grossmann (gespielt von Margret Völker) mit ihren beiden spastisch gelähmten Zwillingen in der neuen Wohnung. Dies führt nur mehr zu Problemen, da die Nachbarn sich mit behinderten Kindern „nicht anfreunden“ können und eine Unterschriftenaktion zum Auszug der Familie Koller starten. Als Anselm stirbt, bricht für seine Mutter eine Welt zusammen, doch Pauline hilft ihr bei der Bewältigung.

## Hintergrund
- Dies ist nach Engelchen flieg (2004) bereits der zweite Film, den Adolf Winkelmann mit der jungen Marlene Beilharz drehte. Werner Thal schrieb erneut das Drehbuch für den Film.
- Corinna Beilharz und die beiden Kinder spielen nicht nur im Film eine Familie, sie sind auch im realen Leben Mutter und Kinder.

## Kritiken
„Überzeugend gespieltes Fernseh-Drama mit einer Fülle von Verwicklungen und Zuspitzungen, das auf ruhige Art Optimismus verbreitet.“